# Ci sarà/Quando un amore se ne va
Ci sarà/Quando un amore se ne va è un singolo di Al Bano e Romina Power, pubblicato nel 1984.

## Descrizione
Ci sarà è una canzone scritta da Cristiano Minellono e Dario Farina, risultata vincitrice del Festival di Sanremo 1984 con 2.122.616 cartoline Totip.
Dopo il Festival la canzone ha fatto il giro del mondo ed è diventata la 2° più conosciuta del duo nel mondo, dopo Felicità del 1982 arrivando prima in Italia e settima in Svizzera.